# Pyrausta limbopunctalis
Pyrausta limbopunctalis là một loài bướm đêm trong họ Crambidae.